# Mérichas
Mérichas (en grec moderne : Μέριχας) est un village côtier traditionnel et le principal port de Kythnos, en Grèce.  Selon le recensement de 2011, il compte 369 habitants.
Mérichas se trouve dans la partie ouest de l'île, à 7 km de Chóra. Son nom pourrait provenir de la plante myrrhe. La baie de Mérichas était déjà mentionnée au XVIe siècle par le navigateur et cartographe grec Antonio Millo (en) sous le nom de Merza.
Au XIXe siècle, Mérichas était considérée comme un port sûr et spacieux. C'est à cette époque que les premiers fours de céramique apparurent, dont certains sont restés en activité jusqu'au milieu du siècle suivant.
Dans les années 1940, Mérichas est devenu le principal port maritime de l'île, avec plusieurs familles de pêcheurs en résidence permanente. Dans les années 1970, la construction du port a commencé pour permettre l'accostage des bateaux et, dans les années 2000, des travaux de restauration et d'extension ont été entrepris.
De nos jours, Mérichas est le principal port de Kythnos, reliant l'île aux ports du Pirée, de Lávrio et aux autres îles des Cyclades,. C'est l'une des principales zones résidentielles de l'île et une attraction touristique pendant les mois d'été.
Au nord de Mérichas se trouvent le site archéologique de Vryókastro, l'ancienne capitale de Kythnos, et l'îlot rocheux de Vryokastráki.